# ハワイ (小説)
『ハワイ』はアメリカ合衆国の作家・ジェームズ・ミッチェナーが1959年に出版したハワイに関する小説である。

## 内容
その内容は、ハワイ諸島が太古の昔にどのように生成されたから始まり、ソシエテ諸島のボラボラ島などからちにハワイ人となった人々がどのようにして来てハワイ島文化を作ってきたか、そのあと欧米のキリスト教宣教師、中国からの移民、日本の移民も来て、現在のハワイ州になったかを記述している。 

## 日本語翻訳
日本語にも翻訳されている。 
- 田中西二郎訳『ハワイ』上・下（時事通信社、1962年）
- 成沢紀夫訳『ハワイ』上・下（日本図書刊行会、1997年）

## 映画
ジョージ・ロイ・ヒル監督による映画『ハワイ』（マックス・フォン・シドー、ジュリー・アンドリュースが出演）が1966年に公開されている。 